# Віллі Шюльке
Віллі Шюльке (нім. Willi Schülke; 14 березня 1918 — 9 березня 1945) — німецький офіцер, майор резерву вермахту. Кавалер Лицарського хреста Залізного хреста з дубовим листям.

## Біографія
4 листопада 1937 року вступив у 84-й піхотний полк, унтерофіцер. Учасник Польської і Французької кампаній. З 19 листопада 1940 року — командир взводу 11-ї роти 190-го піхотного полку. З червня 1941 року брав участь у Німецько-радянській війні. Був важко поранений і після одужання 16 березня 1942 року призначений командиром роти 190-го запасного піхотного батальйону. З 17 жовтня 1943 року — командир 2-ї роти 1-го резервного єгерського полку, яка 26 листопада 1943 року була перетворена на 3-ть роту 1-го лижно-єгерського полку. З серпня 1944 року — командир 3-го батальйону свого полку. Відзначився у боях в Карпатах, а також на Одері. Загинув у бою.

## Нагороди
- Залізний хрест
  - 2-го класу (8 листопада 1939)
  - 1-го класу (25 вересня 1941)
- Німецький хрест в золоті (17 серпня 1944)
- Лицарський хрест Залізного хреста з дубовим листям
  - лицарський хрест (28 жовтня 1944)
  - дубове листя (№740; 16 лютого 1945)
- Почесна застібка на орденську стрічку для Сухопутних військ (25 листопада 1945)